# Francisco Xavier Torres
Francisco Xavier Torres foi um membro da família imperial brasileira e militar do Exército Português e do Exército Brasileiro, governador do Ceará em quatro oportunidades.[carece de fontes?]

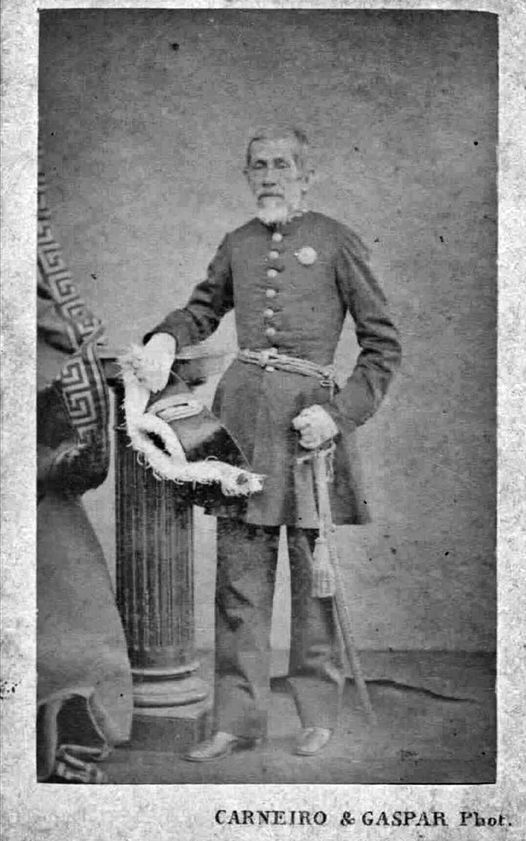
Francisco Xavier Torres em uniforme de general durante seu terceiro governo em 1821.

## Biografia
De origem portuguesa, chegou, em meados de 1799, a Fortaleza, na Antiga Capitania do Ceará Grande, no Vice-Reino do Brasil, procedente de Lisboa, Metrópole do Reino de Portugal, onde era Sargento do Regimento de Artífices e Pontoneiros do Regimento de Artilharia da Capital do Reino Português, em companhia de sua esposa Ana Teodora Torres.
Já na patente de primeiro tenente, assumiu o posto de Comandante de Linha da Guarnição de Fortaleza.
Em 1803 nasce seu filho, Francisco Xavier Torres Junior, que, como outro filho seu, Luiz Xavier Torres, também seguiu a carreira militar. O primeiro chegaria a Brigadeiro do Exército do Império Brasileiro. O segundo assinou a proclamação da Confederação do Equador.
Por decreto real de 17 de dezembro de 1814, foi promovido a Sargento-mor Comandante da Tropa de Linha e Inspetor dos Corpos Militares cearenses.
Cavaleiro da Ordem de São Bento de Avis.
Deste período, existe planta, tirada por ele, de uma das Fortificações na Ponta do Mucuripe, precisamente o Fortim de São Bernardo do Governador ou Fortim de São Luís, depois Forte da São Pedro Príncipe, quando foi comandante do Corpo de Artilheiros na patente de tenente.
Participou, na década de 1820, ativamente dos eventos que mantiveram a então província do Ceará Grande  no rumo da descolonização do Reino Português e da fundação do Império do Brasil, enquanto país independente.
Após o Dia do Fico chegou a registrar,na Gazeta do Rio a aclamação que fez da sua fideldade ao Príncipe Regente Dom Pedro IV.
Primeiro Governador do Ceará, após a Independência do Brasil, e Primeiro Comandante Militar da Província do Ceará.
Em 1823, à frente do Governo, enviou ao Piauí e Maranhão, a chamada expedição auxiliadora a Guerra da independência do Brasil, que se desenvolvia naquelas províncias. Esta tropa era integrada por seu filho, então com vinte anos,  no posto de cadete, que teve seu batismo de fogo na Batalha do Jenipapo.
Governou o Ceará nos seguintes períodos:
- Início do primeiro Governo: 14 de janeiro de 1807.
- Fim do primeiro Governo: 21 de junho de 1808.
- Início do segundo Governo: 12 de janeiro de 1820.
- Fim do segundo Governo: 13 de julho de 1820.
- Início do terceiro Governo: 13 de novembro de 1821.
- Fim do terceiro Governo: 17 de fevereiro de 1822.
- Início do quarto Governo: 4 de dezembro de 1822.
- Fim do quarto Governo: 17 de fevereiro de 1823.

Faleceu no posto de tenente coronel, em Fortaleza. Não se sabe onde foi sepultado. Deixou ao menos três filhos e dez netos. É bisavô de Eurico Cruz e trisavô de Benjamin Eurico Cruz.